# Саванна-ла-Мар
Саванна-ла-Мар (англ. Savanna-la-Mar, ям. креол Savlamaar) — найбільше місто і адміністративний центр округи Вестморленд, Ямайка.

## Назва
У перекладі з іспанської мови назва означає «рівнина біля моря». Також іноді в англомовній літературі використовуються скорочені назви міста - «Сав-ла-Мар» і «Сав».

## Історія
Місто було засноване іспанцями в 1730 році. Протягом своєї історії на місто неодноразово обрушувалися урагани. Найсильніші руйнування урагани завдали в 1749, 1780 і 1912 роках.

## У мистецтві
- Назва міста носить одна з глав «Suspiria de Profundis» Томаса де Квінсі, що є продовженням його книги «Сповідь англійського пожирача опіуму».
- Місто згадується в пісні Боба Ділана Sara, випущеної в складі альбому Desire (1976).